# 아이튠즈 라디오
아이튠즈 라디오(iTunes Radio)는 애플 사에 의해 서비스되는 인터넷 라디오이다. 2013년 6월 10일에 열린 2013 애플 세계 개발자 회의(WWDC)에서 발표된 바와 같이 서비스는 2013년 후반기에 iOS7과 OS X Mavericks의 발매와 함께 시작할 것이다. 이 서비스는 매킨토시와 윈도용 아이튠즈 뿐만 아니라 이동식 iOS 장치와 애플 TV (2세대 이상) 둘 다에 있는 음악 앱을 포함에서 사용가능할 것이다.. 아이튠즈 라디오는 일단 미국 계정을 통해서만 사용 가능하다.